# Осецько (Любуське воєводство)
Осецько (пол. Osiecko, нім. Oscht) — село в Польщі, у гміні Бледзев Мендзижецького повіту Любуського воєводства.
Населення — 409 осіб (2011).
У 1975-1998 роках село належало до Гожовського воєводства.

## Демографія
Демографічна структура станом на 31 березня 2011 року:
|          | Загалом | Допрацездатний вік | Працездатний вік | Постпрацездатний вік |
| -------- | ------- | ------------------ | ---------------- | -------------------- |
| Чоловіки | 219     | 47                 | 150              | 22                   |
| Жінки    | 190     | 34                 | 112              | 44                   |
| Разом    | 409     | 81                 | 262              | 66                   |